# Stazione di Brixton
La stazione di Brixton è una stazione ferroviaria inglese posta sulla tratta della Southeastern, nel quartiere di Brixton nel borgo londinese di Lambeth.
Fornisce un servizio semiorario per London Victoria e London Orpington, e ha a pochi metri la stazione della metropolitana omonima di Brixton.